# Sankara Karamoko
Sankara William Karamoko (* 9. November 2003) ist ein ivorischer Fußballspieler.

## Karriere

### Verein
Karamoko begann seine Karriere bei ASEC Mimosas. Mit dem Team wurde er sowohl 2021/22 als auch 2022/23 Meister. In der Saison 2023/24 schaffte er mit dem Team dann die Qualifikation für die CAF Champions League, in der er in der Gruppenphase vier Spiele machte und ebenso viele Tore erzielte.
Im Januar 2024 wechselte Karamoko zum österreichischen Bundesligisten Wolfsberger AC, bei dem er einen bis 2027 laufenden Vertrag erhielt. Bei den Wolfsbergern konnte er sich aber nicht etablieren, in eineinhalb Jahren kam er zu 15 Einsätzen in der Bundesliga, ohne ein Tor zu erzielen.
Im Juli 2025 wechselte Karamoko leihweise nach Serbien zum FK IMT Belgrad.

### Nationalmannschaft
Karamoko debütierte im August 2022 in einem Spiel der Qualifikation für die Afrikanische Nationenmeisterschaft gegen Burkina Faso für die ivorische Nationalmannschaft. Anschließend nahm er beim Turnier 2023 auch teil, mit der Elfenbeinküste schied er im Viertelfinale aus. Karamoko kam in allen vier Spielen des Landes zum Einsatz und erzielte ein Tor.

## Erfolge
- Österreichischer Cupsieger: 2025